# 鳳凰街道 (湖州市)
鳳凰街道是浙江省湖州市吳興區一個下轄街道，位于湖州市區湖州西北部。

## 簡介
1994年5月經湖州市人民政府批准正式建立，作為市人民政府的派出機構，隸屬國家級湖州經濟技術開發區。轄區範圍東起機坊港，西至臘山，南臨苕溪港，北至旄兒港，總面積約為8平方公里，下轄3個行政村，10個社區，總人口為7.3萬餘人。

## 行政區劃
鳳凰街道下轄14個社區，3個行政村。
- 社區：

鳳凰一社區、鳳凰二社區、金泉社區、濱河社區、龍溪社區、青塘社區、翠苑社區、港湖社區、陽光城社區、美欣社區、金色水岸社区、太阳城社区、雅乐社区、凤凰湾社区
- 行政村：

鳳凰村、機南村、陳板橋村。

## 交通
鳳凰街道與湖州市中心城區僅一河之隔（苕溪港），從東到西有港湖大橋、日月大橋、城北大橋、飛鳳大橋、青銅大橋、苕溪大橋、龍溪大橋、杭長大橋等相連，104國道、318國道穿區過境。

## 圖庫

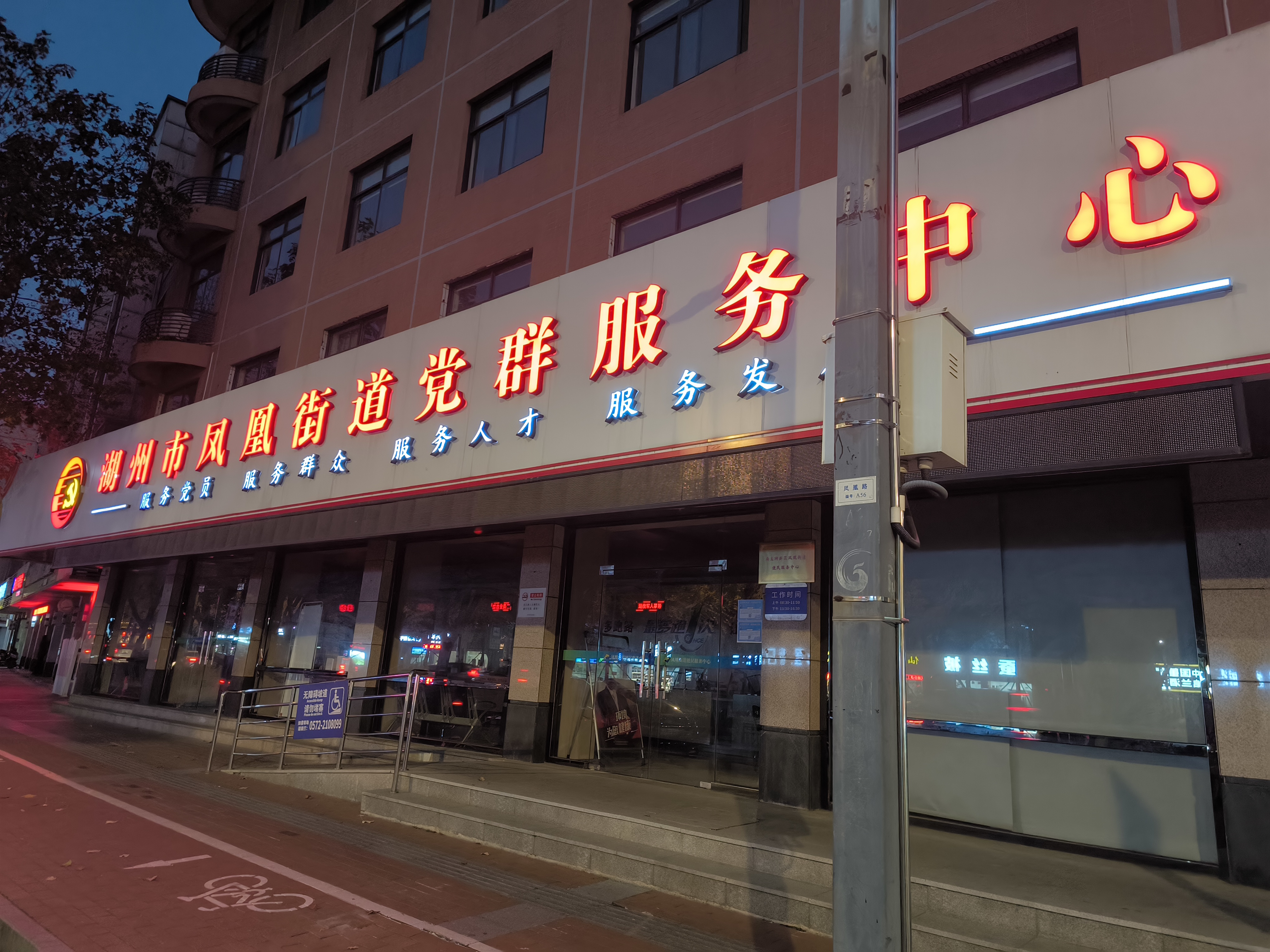
凤凰街道党群服务中心
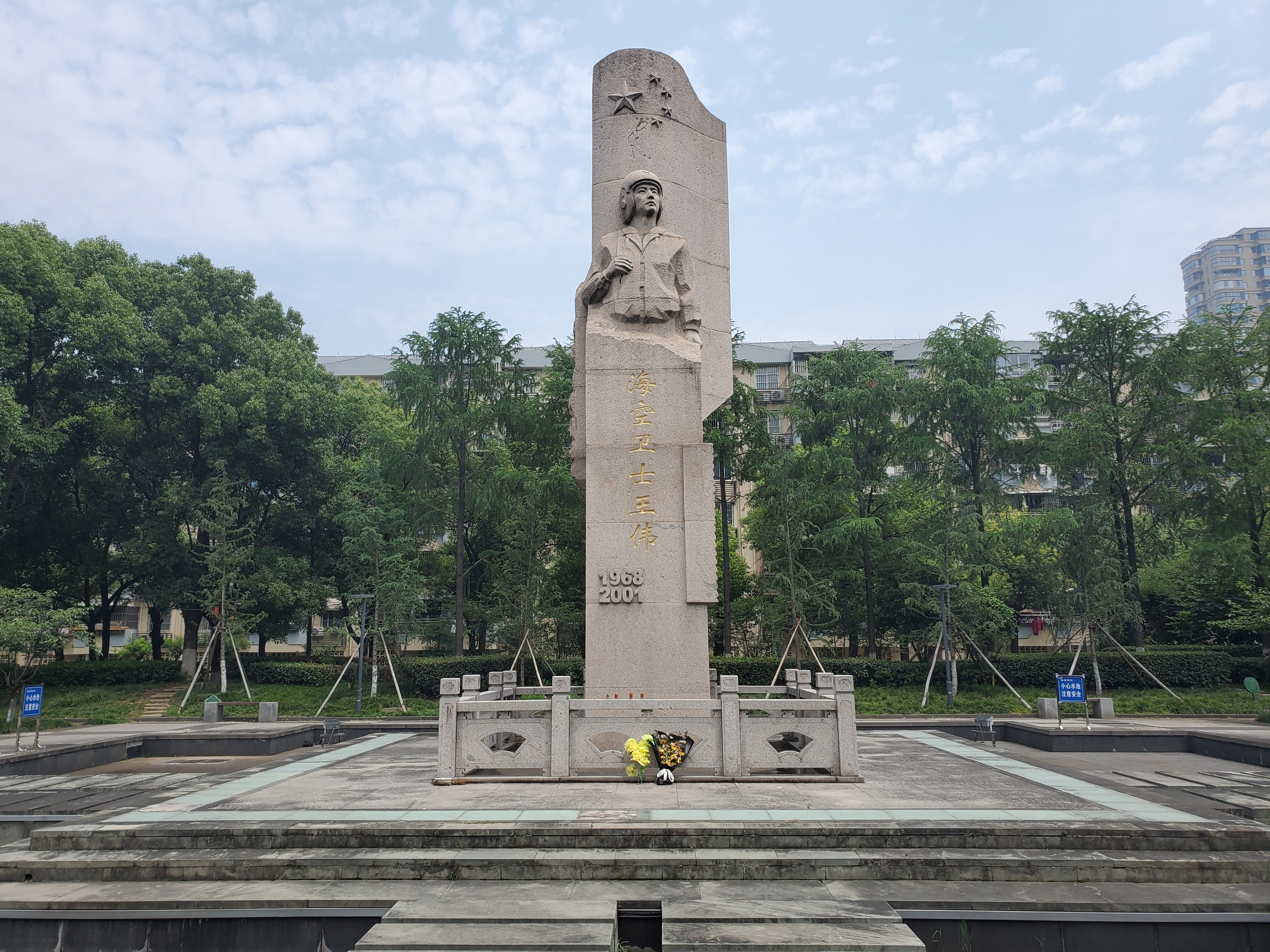
海空烈士王偉雕像
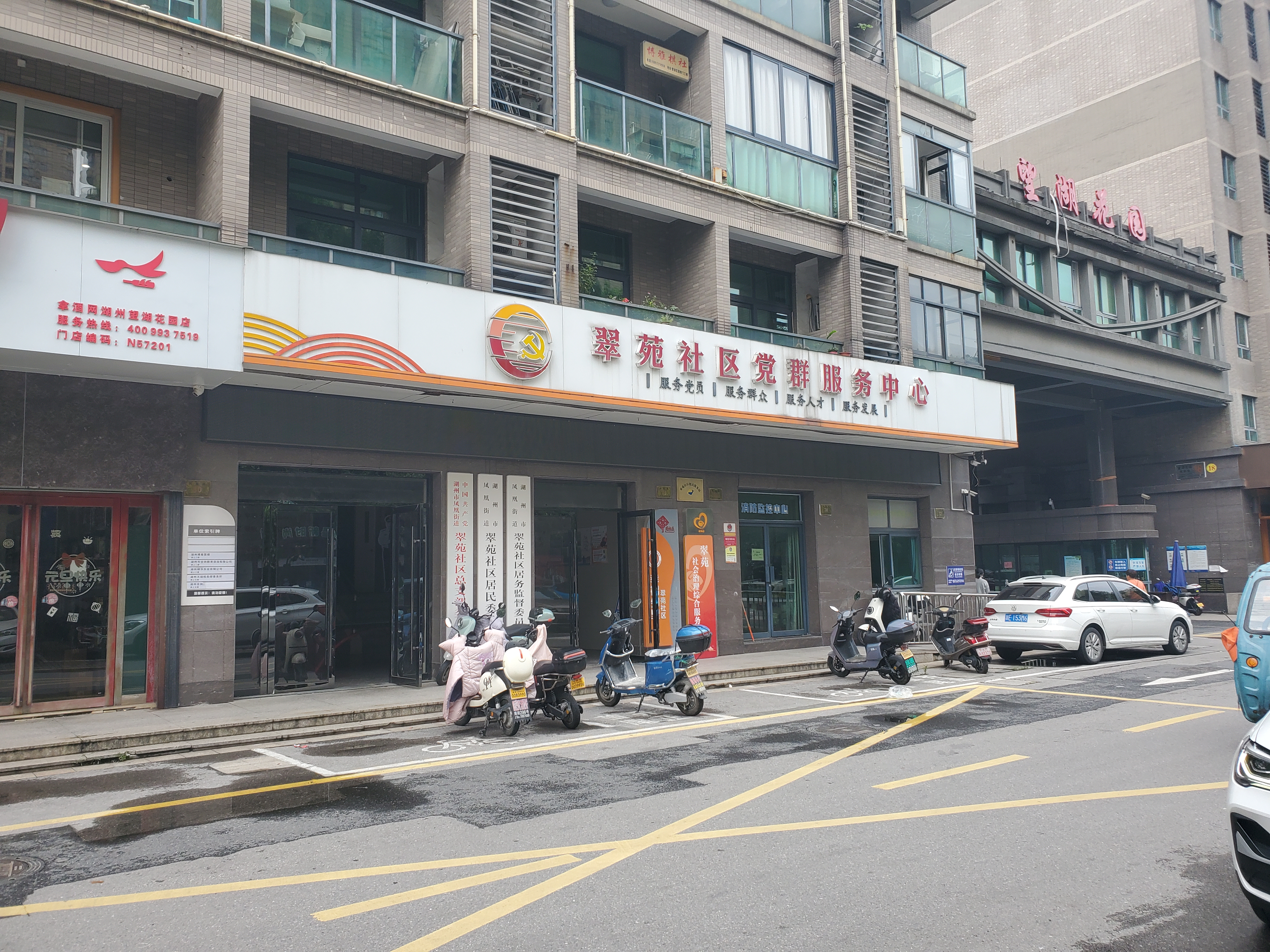
翠苑社區居委會
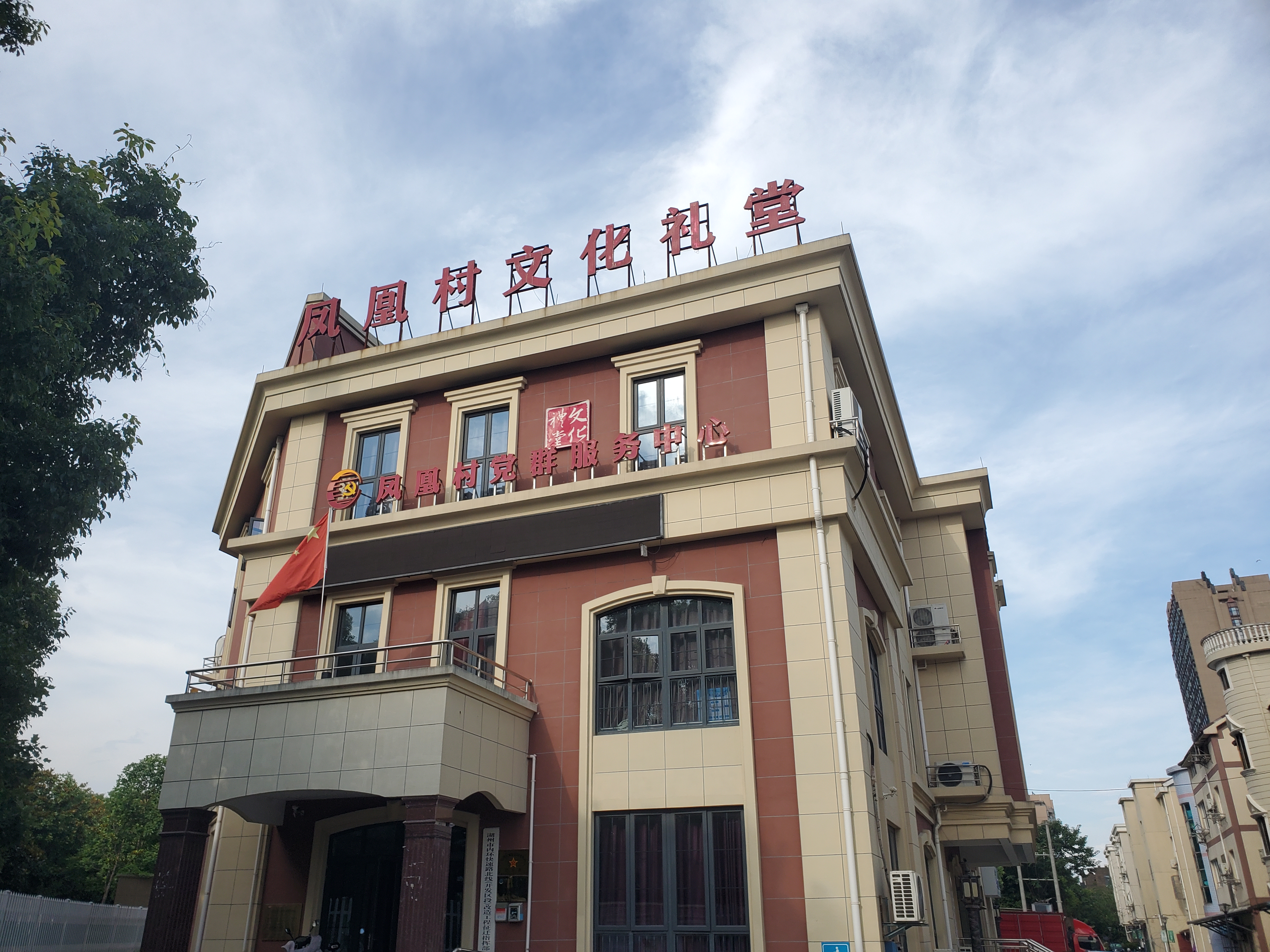
鳳凰村文化禮堂（內設居委會等）
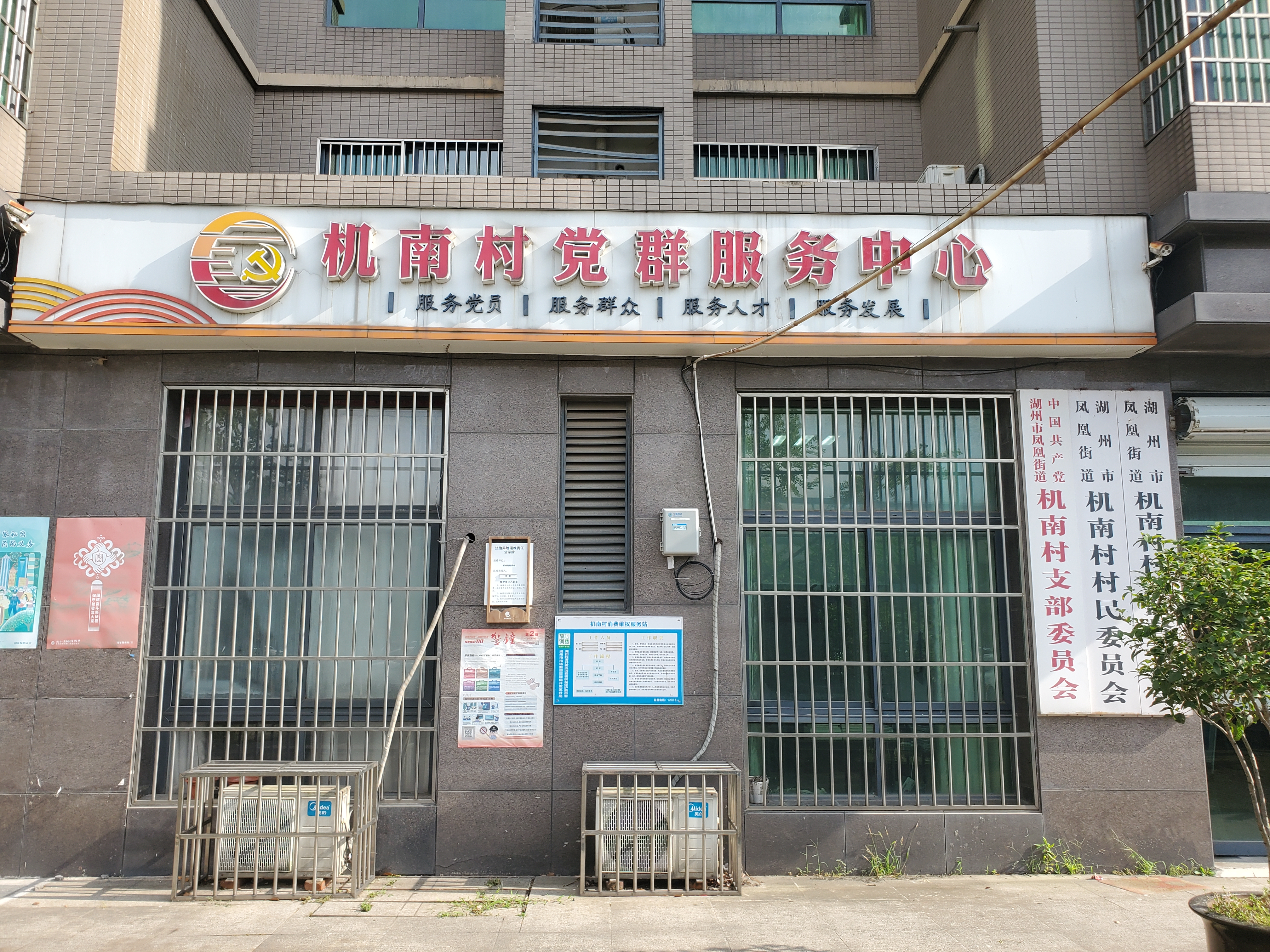
機南村村委會